# Gnophos plumbearia
Gnophos plumbearia är en fjärilsart som beskrevs av Otto Staudinger 1871. Gnophos plumbearia ingår i släktet Gnophos och familjen mätare. Inga underarter finns listade i Catalogue of Life.